# رمضان أحمدوف
رمضان أدلانوفيتش أحمدوف ((بالشيشانية: Ӏадлани ВоӀ Рамзан)‏؛ (بالروسية: Рамзан Адланович Ахмадов)‏؛ 4 فبراير 1970 - 10 فبراير 2001) كان عميدًا شيشانيًا في القوات المسلحة الشيشانية خلال الحرب الشيشانية الأولى والثانية.